# 川口鷲太郎
川口 鷲太郎（かわぐち わしたろう、1903年3月2日 - 1956年8月28日）は、日本の実業家。川口ゴム工業株式会社(現ロンシール工業)の前身である川口ゴム製作所を創業し、法人に改組した後は同社の社長を務めた。
馬主でもあり、顕彰馬のトキツカゼ、その仔で東京優駿（日本ダービー）優勝馬のオートキツらを所有した。また、1954年から死去するまで中山馬主協会の会長職にあった。

## 生涯
1903年、岡山県に川口浅次郎、いさの次男として生まれる。県立中学校で学び、卒業後は摂津ゴム株式会社等、数社の勤務を経て独立。1928年、葛飾区に川口ゴム製作所を創業した。製作所では、ゴム玩具や医療用ゴム製品等を作っていたが、苦難続きであったという。1943年、資本金150万円をもって法人に改組し、川口ゴム工業株式会社とすると、同社の社長に就任。戦時中には軍の管理工場として軍需物資を供給し、戦後になると水枕やタイヤ等の製造に当たった。物資不足の時代もあって、これら民需品は飛ぶように売れて行った。
川口はその後、自社の事業をゴムから塩化ビニルへと転換する。1947年の末には輸入原料を用いて、日本初の塩化ビニル製品の製造に成功すると、1950年には、ゴムをとりやめ塩化ビニルに専念するようになった。川口は元々、自社の経営に危機感を抱いており、ゴムに代わる別の事業を考えていたという。そして、塩化ビニルを知るきっかけとなったのは、競馬場で偶然見かけたレインコートであった。川口は更に、塩化ビニル事業を、日用品からより将来性のある基礎的資材の製造へと展開させていった。1953年にはビニル床敷「ロンリウム」の生産を開始する。ロンリウムははじめアメリカ駐留軍の宿舎に使用され、後に、車両の床材として、東京の地下鉄や全国の私鉄車両に採用されていった。
1956年8月28日、脊髄白血症のため東大附属病院にて死去。死去前には、新たに硬質ビニルに専念するため、工場建設を進め、技術者のスカウトまで済ませていたが、新製品を自分の目で見ることはなかった。葬儀には、川口の持ち馬で、前年に日本ダービーを獲ったオートキツも参列した。川口の死後、社長職は長男の隆三が引き継いだ。1972年、川口ゴム工業は社名をロンシール工業に改称している。

## 人物
泉徳太郎の次女、サキと結婚し、男3人をもうけた。長男の隆三（1929年 - 2002年）は川口の死後、川口ゴム工業の社長職を継いでいる。趣味はスポーツ、囲碁、将棋。ゴルフ、競馬、鉄砲（鳥打ち）、麻雀、野球と様々な道楽を嗜んだ。
清水逸平（入間川ゴム社長、当時）によれば、川口は勝気で気が短いところがあり、独立前の勤務先では上役をはたいたこともあったという。また、清水は、川口の性格と生い立ちを最もよく表すものとして、川口の息子の婚礼の場において、国務大臣の大麻唯男が披露した来賓祝辞を引き、「豊太閤のような男である」との評に賛同している。

秀吉の幼年の時代と川口君の小学校時代とはよく似ている。共に苦しい道を歩いたが、秀吉が信長に仕えて藤吉郎となつて行く時代、その間における智勇と先の見通し、これらは常人のとうてい及ぶところではない。川口君も若い頃からよく勉強した。利かぬ気のところ、明るい性格等は政治家と武将、実業人という差はあるけれども、非常に似ているじやないか
—大麻唯男

交友関係は広く、政治家とも親交があり、大野伴睦とは麻雀仲間であった。また、重光葵、大麻の主義主張に共感し、改進党旗上げの際には、多額の結党資金を重光に送っている。

## 馬主活動

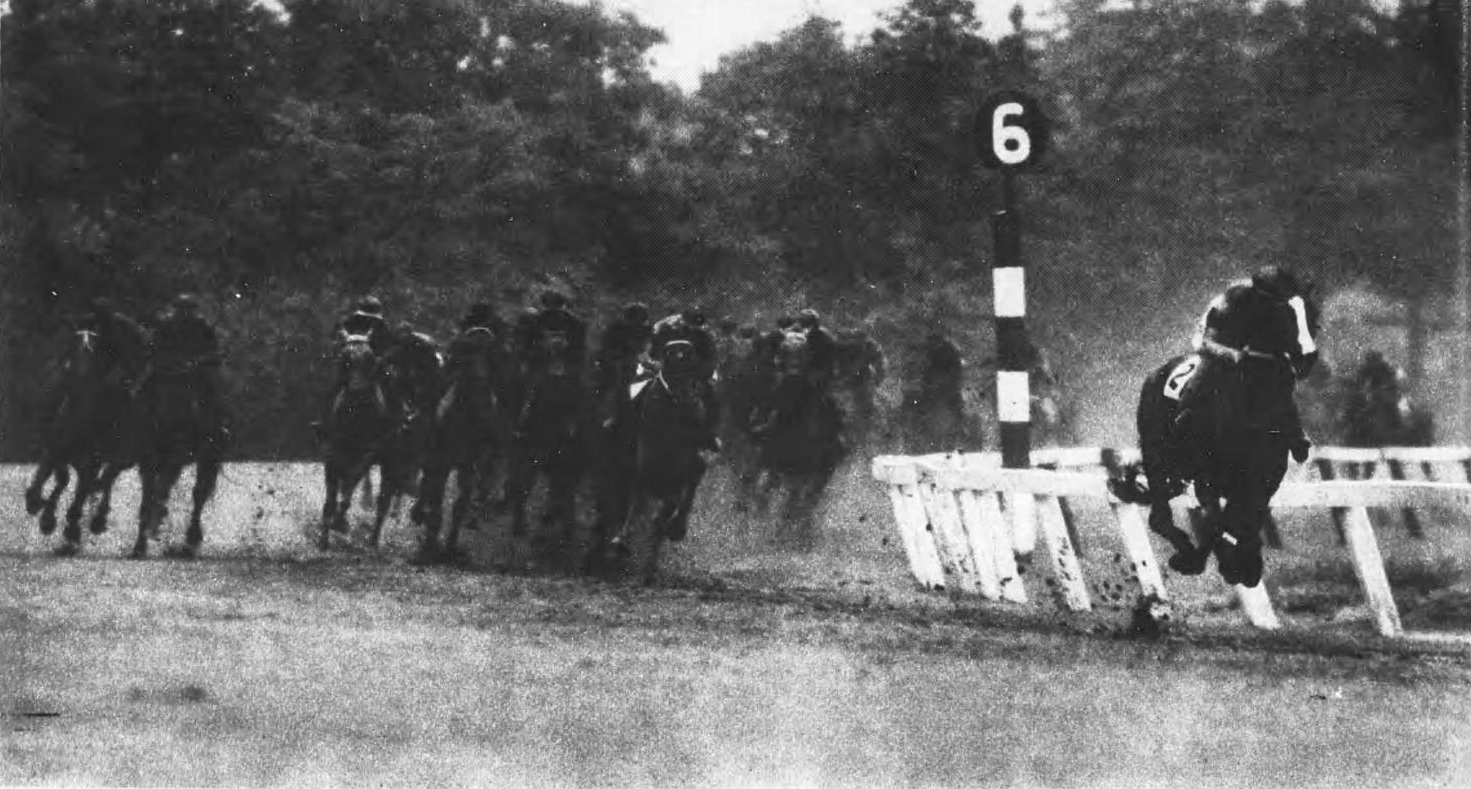
先頭を駆けるオートキツ（第22回東京優駿、1955年5月29日）

馬主でもあり、1954年に中村勝五郎の後任として中山馬主協会会長に就任すると、死去まで同職を務めた。
青森の益田牧場と仲が良く、同牧場の馬をよく持った。所有馬の一頭、トキツカゼは1947年の農林省賞典（皐月賞）を制した後、東京優駿に出走するが、マツミドリに惜敗。引退後は繁殖牝馬となって、オートキツ、オンワードゼアの年度代表馬2頭を出すなど、優秀な成績を収めた。1984年には日本中央競馬会（JRA）の顕彰馬に選出されている。
オートキツも川口の所有馬であり、しかも、同馬はトキツカゼと同じ益田牧場の生産で、調教師も同じ大久保房松であった。オートキツは1955年の東京優駿に出走し、低人気ながら後続を8馬身離して逃げ切り勝ちを果たした。その他、東京優駿にはトキツ（第20回）、トキツオロシ（第21回）を出走させている。また、『ゴム時報』1952年4月号に掲載された対談記事では、トキツカゼのほか、自身の代表的な持ち馬としてトキツヒメとトキツオーを挙げている。

### 所有馬
八大競走優勝馬に限る。
| 競走馬名   | 性 | 毛色   | 生産者   | 調教師     | 主な勝鞍                                                        | 表彰                                                | 出典          |
| ---------- | -- | ------ | -------- | ---------- | --------------------------------------------------------------- | --------------------------------------------------- | ------------- |
| トキツカゼ | 牝 | 鹿毛   | 益田牧場 | 大久保房松 | - 農林省賞典（1947年） - 優駿牝馬（同上）                       | JRA顕彰馬（1984年）                                 | [ 28 ]        |
| オートキツ | 牡 | 栃栗毛 | 益田牧場 | 大久保房松 | - 東京優駿（1955年） - ダイヤモンドS（1956年） - 東京盃（同上） | - 年度代表馬（1955年） - 最良スプリンター（1956年） | [ 29 ] [ 34 ] |